# Provinsen North Carolina
Provinsen North Carolina, alternativt Kolonin North Carolina eller Kungliga kolonin North Carolina var en brittisk besittning i  Nordamerika åren 1729-1776. Senare kom området i stället att utgöra de amerikanska delstaterna North Carolina och Tennessee, och delar av området slogs samman med andra områden för att utgöra delstaterna Georgia, Alabama och Mississippi.

### Fotnoter
1. ↑  ”North Carolina” (på engelska). World Statesmen. http://www.worldstatesmen.org/US_states_N.html#NC. Läst 9 november 2015.